# Пятихатка (Красноперекопский район)
Пятиха́тка (укр. П'ятихатка, крымскотат. Pâtihatka, Пятихатка) — село в Красноперекопском районе Республики Крым, входит в состав Почётненского сельского поселения (согласно административно-территориальному делению Украины — Почётненского сельсовета Автономной Республики Крым).

## Население
| 2001 | 2014 |
| ---- | ---- |
| 635  | ↘493 |

Всеукраинская перепись 2001 года показала следующее распределение по носителям языка
| Язык             | Процент |
| ---------------- | ------- |
| украинский       | 61.42   |
| русский          | 31.02   |
| крымскотатарский | 6.14    |
| другие           | 0.32    |

### Динамика численности
| - 1926 год — 92 чел. - 1939 год — 63 чел. - 1989 год — 598 чел. | - 2001 год — 635 чел. - 2009 год — 672 чел. - 2014 год — 493 чел. |

## Современное состояние
На 2017 год в Пятихатке числится 5 улиц; на 2009 год, по данным сельсовета, село занимало площадь 42,1 гектара, на которой в 163 дворах проживало 672 человека. Действуют детский сад «Зайчик», сельский клуб, библиотека, отделение Почты России, село газифицировано, Пятихатка связано автобусным сообщением с райцентром и соседними населёнными пунктами.

## География
Пятихатка расположена на севере района на Перекопском перешейке, у границы с территорией Армянского горсовета, высота центра села над уровнем моря — 7 м. Ближайшие сёла: Филатовка в 3 км на север, Карпова Балка в 3,5 км на восток и Рисовое в 5 км на юго-запад. Расстояние до райцентра — около 14 километров (по шоссе), ближайшая железнодорожная станция — Армянск (на линии Джанкой — Армянск) — примерно 12 километров. Транспортное сообщение осуществляется по региональной автодороге 35Н-308 от шоссе 35А-001 граница с Украиной — Джанкой — Феодосия — Керчь до Филатовки (по украинской классификации — С-0-10737).

## История
Имеются данные, что деревня была основана выходцами с Украины (5 семей, что дало название селу) в 1887 году в Воинской волости Перекопского уезда, а к 1915 году насчитывалось 15 домов, но другими доступными документами это пока не подтверждено.
Впервые село упоминается в Списке населённых пунктов Крымской АССР по Всесоюзной переписи 17 декабря 1926 года, согласно которому в селе Пятихатка, Армяно-Базарского сельсовета Джанкойского района, числилось 19 дворов, все крестьянские, население составляло 92 человека, из них 5 русских и 87 украинцев. Постановлением ВЦИК от 30 октября 1930 года был восстановлен Ишуньский район и село, вместе с сельсоветом, включили в его состав, в том же году была образована сельскохозяйственная артель «Гигант». Постановлением Центрального исполнительного комитета Крымской АССР от 26 января 1938 года Ишуньский район был ликвидирован и создан Красноперекопский район с центром в поселке Постановлением Центрального исполнительного комитета Крымской АССР от 26 января 1938 года Ишуньский район был ликвидирован и создан Красноперекопский район с центром в поселке Армянск (по другим данным 22 февраля 1937 года), в который вошло село. По данным всесоюзной переписи населения 1939 года в селе проживало 63 человека. На километровой карте РККА 1941 года в Пятихатке обозначено 50 дворов.
С 25 июня 1946 года Пятихатка в составе Крымской области РСФСР. На 1948 год село входило в колхоз «Красный моряк». 26 апреля 1954 года Крымская область была передана из состава РСФСР в состав УССР. Время создания сельсовета пока не установлено: на 15 июня 1960 года он уже существовал. В том же году село становится одним из отделений совхоза «Пятиозёрный», в 1967 году выделенный в отдельное хозяйство — совхоз имени «50 лет Октября». На 1968 год село уже входило в Почётненский сельсовет. По данным переписи 1989 года в селе проживало 598 человек. С 12 февраля 1991 года село в восстановленной Крымской АССР, 26 февраля 1992 года переименованной в Автономную Республику Крым. С 21 марта 2014 года в составе Крыма аннексирована Россией.